# Planetarium Senftenberg

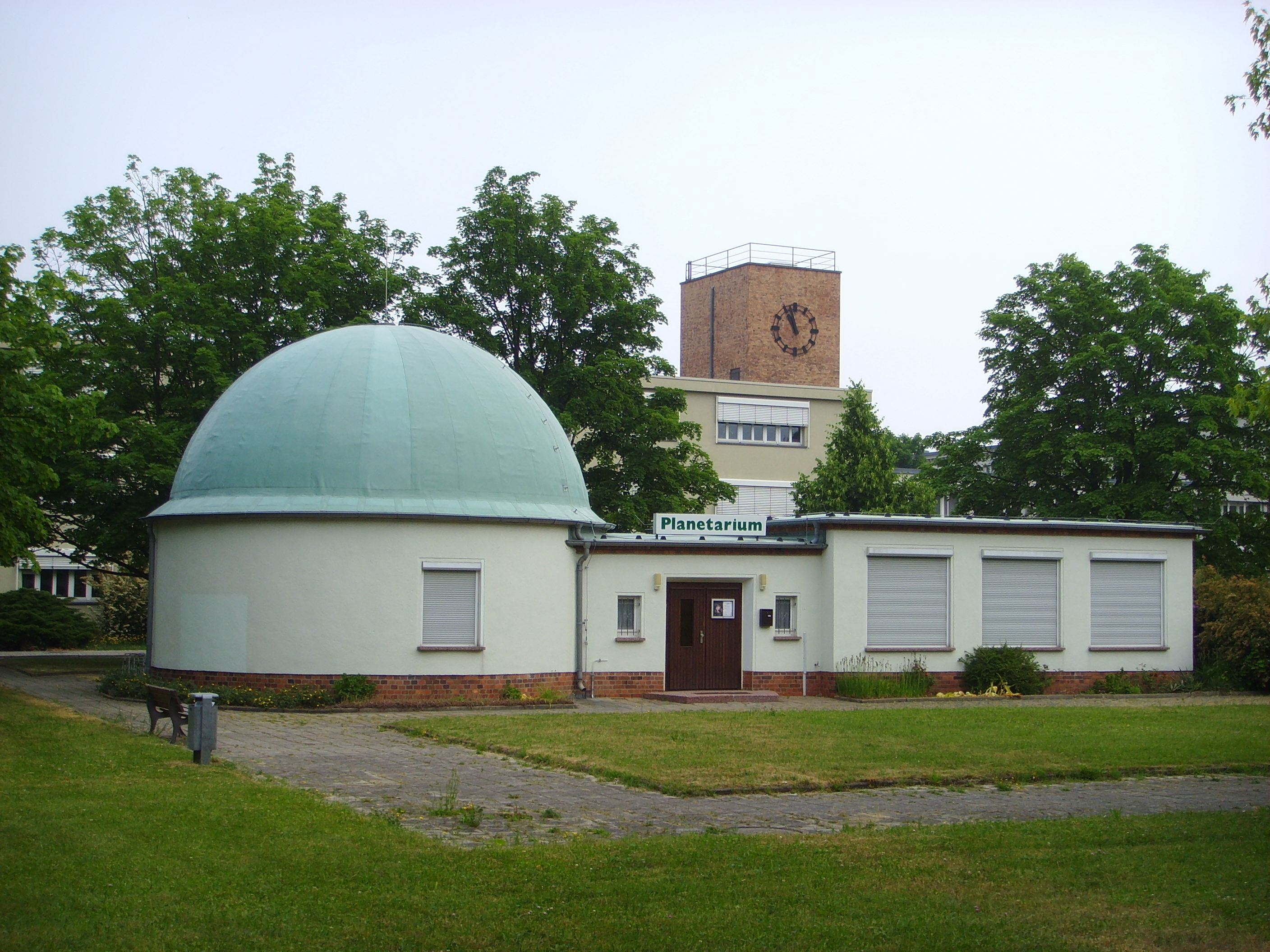
Planetarium Senftenberg

Das Planetarium Senftenberg wurde am 10. September 1966 als erstes Schulplanetarium im Bezirk Cottbus eingeweiht.

## Das Gebäude
Als Vorlage für das Haus diente das Planetarium der Astronomischen Station Johannes Kepler. In Senftenberg hat man den Eingangsbereich etwas verändert und einen Unterrichtsraum angesetzt.
Der Kuppelbau hat acht Meter Durchmesser und ist eine Besonderheit, denn er hat einen Konstruktionsfehler. Der Horizont ist ungefähr ein Meter zu hoch. Deshalb steht das Projektionsgerät auf einem erhöhten Sockel, welches bei den anderen Planetarien wie Kanena, Herzberg (Elster) und anderen baugleichen nicht der Fall ist.
Der Projektionsraum bietet Platz für 45 Personen und kann bis auf 60 Plätze erweitert werden.

## Der Projektor
Das Projektionsgerät ist aus dem Hause Carl Zeiss Jena und ist ein Zeiss-Kleinplanetarium 1 (ZKP1). Diese Version wurde ab 1951 hergestellt. 
Der Projektor zeigt ca. 6000 Sterne und besitzt mehrere Planetenprojektoren, die beim ZKP1 von Hand eingestellt werden müssen und daher einen höheren Grad an astronomischem Wissen erfordern. Der Projektor hat die Seriennummer 176.

## Betreiber
Seit der Eröffnung des Planetariums 1966 bis zur Wende 1989 unterstand es dem Bezirk Cottbus. Im Zuge der Wiedervereinigung wurde das Planetarium dem Landkreis Oberspreewald-Lausitz übergeben. 1992 gründete sich der Verein „Senftenberger Sternfreunde e. V.“, der das Planetarium vom Landkreis pachtete und bis zum 31. Dezember 2011 betrieben hat. Ab dem 1. Januar 2012 übernahm ein neuer Verein, „Planetarium Senftenberg e. V.“, das Planetarium mit einem Nutzungsrecht vom Landkreis. 2015 schloss das Planetarium auf Grund von fehlenden finanziellen Mitteln. Der Landkreis verkaufte Ende 2015 die Immobilie an einen privaten Investor, welcher ein Wohnbauvorhaben realisieren möchte.
Leiter des Planetariums seit seiner Eröffnung:
- 1966–1969 Herbert Ziegler
- 1970–2011 Werner Kirpal
- 2012–2015 Angela Miosga